# FIFA-Weltfußballer des Jahres 2005

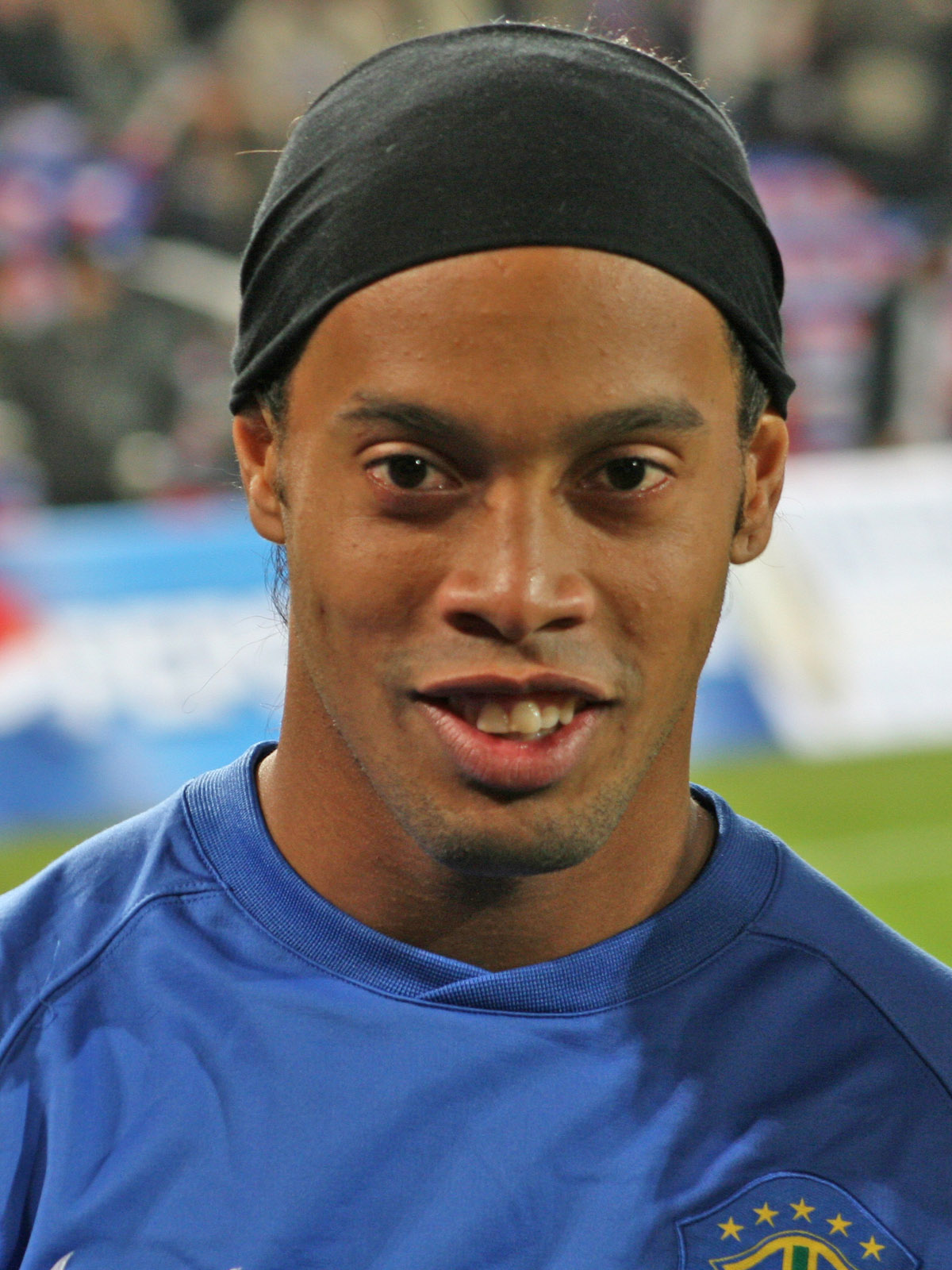
FIFA-Weltfußballer des Jahres 2005
Ronaldinho

Der FIFA-Weltfußballer des Jahres 2005 wurde am 20. Dezember 2005 im Opernhaus Zürich gekürt. Es war die 15. Vergabe der 1991 vom Fußballweltverband FIFA eingeführten Auszeichnung „FIFA-Weltfußballer des Jahres“. Gewinner der Auszeichnung war zum zweiten Mal in Folge der Brasilianer Ronaldinho.

## Abstimmungsmodus
Der Gewinner wurde durch eine Abstimmung unter 156 Nationaltrainern und 145 Nationalmannschaftskapitänen ermittelt. Diese nannten jeweils die drei ihrer Meinung nach besten Fußballer, wobei keiner der drei aus ihrem eigenen Land stammen durfte. Eine Nennung an Platz eins brachte fünf Punkte, ein zweiter Platz drei Punkte, der dritte Platz einen Punkt. Danach wurden die Punkte addiert.

## Ergebnis
- Platzierung: die Platzierung, die ein Spieler erzielt hat.
- Name: Name des ausgezeichneten Spielers.
- Nationalität: Nationalität des ausgezeichneten Spielers.
- Verein: Verein, für den der Spieler in dem Kalenderjahr aktiv war. Wenn ein Spieler den Verein gewechselt hat, wird der abgebende Verein an erster Position genannt.
- Stimmen: die insgesamt erhaltenen Stimmen aller Länder.

| Platzierung | Name                 | Nationalität                       | Verein                      | Stimmen |
| ----------- | -------------------- | ---------------------------------- | --------------------------- | ------- |
| 1.          | Ronaldinho           | Brasilien                          | FC Barcelona                | 956     |
| 2.          | Frank Lampard        | England                            | FC Chelsea                  | 306     |
| 3.          | Samuel Eto’o         | Kamerun                            | FC Barcelona                | 190     |
| 4.          | Thierry Henry        | Frankreich                         | FC Arsenal                  | 172     |
| 5.          | Adriano              | Brasilien                          | Inter Mailand               | 170     |
| 6.          | Andrij Schewtschenko | Ukraine                            | AC Mailand                  | 153     |
| 7.          | Steven Gerrard       | England                            | FC Liverpool                | 131     |
| 8.          | Kaká                 | Brasilien                          | AC Mailand                  | 101     |
| 9.          | Paolo Maldini        | Italien                            | AC Mailand                  | 76      |
| 10.         | Didier Drogba        | Elfenbeinküste                     | FC Chelsea                  | 65      |
| 11.         | Michael Ballack      | Deutschland                        | FC Bayern München           | 64      |
| 12.         | Ronaldo              | Brasilien                          | Real Madrid                 | 63      |
| 13.         | Zinédine Zidane      | Frankreich                         | Real Madrid                 | 55      |
| 14.         | Zlatan Ibrahimović   | Schweden / Bosnien und Herzegowina | Juventus Turin              | 36      |
| 15.         | Deco                 | Portugal                           | FC Barcelona                | 24      |
| 16.         | Juan Román Riquelme  | Argentinien                        | FC Villarreal               | 20      |
| 17.         | Robinho              | Brasilien                          | FC Santos / Real Madrid     | 19      |
| 18.         | David Beckham        | England                            | Real Madrid                 | 17      |
| 18.         | Wayne Rooney         | England                            | Manchester United           | 17      |
| 20.         | Cristiano Ronaldo    | Portugal                           | Manchester United           | 13      |
| 21.         | Ruud van Nistelrooy  | Niederlande                        | Manchester United           | 11      |
| 21.         | Michael Essien       | Ghana                              | Olympique Lyon / FC Chelsea | 11      |
| 23.         | Raúl                 | Spanien                            | Real Madrid                 | 8       |
| 23.         | Pavel Nedvěd         | Tschechien                         | Juventus Turin              | 8       |
| 25.         | Arjen Robben         | Niederlande                        | FC Chelsea                  | 5       |
| 26.         | Cafu                 | Brasilien                          | AC Mailand                  | 3       |
| 26.         | Roberto Carlos       | Brasilien                          | Real Madrid                 | 3       |
| 26.         | Alessandro Nesta     | Italien                            | AC Mailand                  | 3       |
| 26.         | Jay-Jay Okocha       | Nigeria / Türkei                   | Bolton Wanderers            | 3       |
| 30.         | Gianluigi Buffon     | Italien                            | Juventus Turin              | 1       |